# Adil Demirci
Adil Demirci (* 1985 in Istanbul) ist ein deutsch-türkischer Sozialarbeiter, Autor, Filmproduzent und freier Journalist aus Köln.
Er arbeitet beim Internationalen Bund (IB) als Sozialarbeiter und ist Betriebsratsmitglied sowie langjähriger Gewerkschafter bei Ver.di. Er besitzt sowohl die türkische als auch die deutsche Staatsbürgerschaft.
Am 13. April 2018 wurde Adil Demirci in der Türkei um 4.00 Uhr gleichzeitig mit den weiteren Mitarbeitern der Nachrichtenagentur ETHA Semiha Şahin und Pınar Gayıp festgenommen. Am 17. April wurde er zunächst vom Staatsanwalt in Çağlayan verhört und anschließend dem Haftrichter vorgeführt, der Untersuchungshaft verhängte. Demirci hatte seine kranke Mutter in Istanbul begleitet, die dort Verwandte besuchte. Demirci saß wie auch Can Dündar, Peter Steudtner und Deniz Yücel in der Haftanstalt „Nummer 9“ in Silivri.
Im November 2018 erfolgte der Prozessbeginn gegen Adil Demirci. Im Februar 2019 kam Demirci nach zehn Monaten Haft wieder frei, aber zunächst bestand ein Ausreiseverbot. Erst nach dem Tod der Mutter im Juni 2019 hob das Gericht die Ausreisesperre auf, und Demirci durfte zur Beerdigung nach Deutschland ausreisen. Vor der Ausreise musste er 3.000 Euro Kaution in Istanbul hinterlegen.
Die türkische Justiz wirft ihm Mitgliedschaft in der (Marksist Leninist Komünist Parti (MLKP)) vor, was Demirci entschieden bestreitet. Demirci nahm von 2013 bis 2015 an den Beerdigungen von Serkan Tosun, Aziz Güler, Şirin Öter und Yeliz Erbay und an einer Gedenkfeier für Suphi Nejat Ağırnaslı an der Boğaziçi-Universität teil, die allesamt dem bewaffneten Flügel der MLKP angehörten. Die Teilnahme an den Veranstaltungen räumte Demirci seiner Anwältin zufolge ein, allerdings seien dort Tausende Menschen anwesend gewesen. Nach fünf Jahren wurde der Kölner Sozialwissenschaftler in Istanbul in Abwesenheit im März 2023 freigesprochen. Dazu sagte Demirci: „Die nach fünf Jahren nun fallengelassenen Vorwürfe gegen mich zeigen die ganze Willkür der türkischen Justiz“.
Bei einem Empfang im Rathaus hat die Kölner Oberbürgermeisterin Henriette Reker im August 2019 Demirci für seine „Dienste an der Demokratie“ gewürdigt. Sie könne nicht „ermessen, wie schwierig es ist, auszuhalten, wenn man zu Unrecht eines Verbrechens angeklagt ist, das man nicht begangen hat“, sagte sie.
Der Prozess gegen Demirci wird in der Türkei weiter fortgesetzt, obschon er selbst trotz Kaution nicht dorthin zurückkehrte. Die Deutsche Presseagentur nannte den Fall am 15. Oktober 2019 einen „der prominentesten verbliebenen Fälle gegen Deutsche in der Türkei“. Sein Unterstützerkreis in Köln „Stimmen der Solidarität – Mahnwache Köln“ will sich als Verein eintragen lassen und sich weiter für inhaftierte Journalisten, Akademiker und andere in der Türkei einsetzen.
Adil Demirci berichtet in seinem Buch „Zelle B-28 – als politische Geisel in Istanbul“  über die 10 Monate Haft in einem türkischen Gefängnis. Das Vorwort zum Buch hat die Kölnerin Lale Akgün geschrieben.
Günter Wallraff hat im Buchbeitrag folgendes geschrieben; „Weder Staatsanwaltschaft noch Gericht setzten sich auch nur ein einziges Mal ernsthaft mit den Ausführungen der Verteidiger auseinander. Die Staatsanwaltschaft sah sich nicht imstande, Dokumente vorzulegen, die eine Schuld der Angeklagten hätten beweisen können. Adil Demircis beeindruckend ruhige und sachliche Einlassungen prallten am Gericht ab.“ (Günter Wallraff)
Adil Demirci hat mit seinem Beitrag „Der ewige Prozess“ im Buchprojekt „Stimmen der Freiheit – Zur Freiheit des Wortes in der Türkei“ von Gerrit Wustmann beigetragen. Weitere Autoren des Buches sind u. a. Can Dündar, Eren Keskin, Asli Erdogan und Peter Steudtner.
Adil Demirci ist der Produzent des Dokumentarfilms „Gefängnis oder Exil“. und „Tearing Walls Down“ „In der Dokumentation «Gefängnis oder Exil – abgesetzte Bürgermeister*innen im Exil» produziert von Şerif Çiçek, Onur Güler und Adil Demirci werden die Repressionen gegen gewählte Politiker und die pro-kurdische HDP in der Türkei anhand von mehreren Beispielen und Zeitabschnitten näher dargestellt, sowie die Politik der Zwangsverwaltung und Aufhebung der Immunität von Abgeordneten thematisiert“. Der zweite Film „Tearing Walls Down“ porträtiert das Leben und politische Wirken von Aysel Tuğluk, Figen Yüksekdağ und Gültan Kışanak – drei demokratisch gewählte Politikerinnen der HDP und BDP, die 2016 im Zuge der Repressionswelle nach dem einseitig von der türkischen Regierung mit der kurdischen Bewegung beendeten Friedensprozess inhaftiert wurden – mit Anekdoten von Sibel Yiğitalp.